# المنظمة العالمية للكتاب الإفريقيين والآسيويين
المنظمة العالمية للكتاب الأفريقيين والآسيويين هي منظمة دولية مصرية المولد والمنشأ، عالمية الهدف والتوجه فقد أسسها يوسف السباعي وزير الثقافة الأسبق، أحد قيادات الضباط الأحرار، بتوجيهات من الرئيس جمال عبد الناصر سنة 1957، لدعم حركة عدم الانحياز والحياد الإيجابي وتخفيف الاحتقان والتوتر بين المعسكرين الشرقي والغربي وإبعاد خطر المواجهة بينهما، ولدفع حركات التحرر والاستقلال والتطور في الدول الأفريقية والآسيوية وأمريكا اللاتينية والعالم الثالث عامة ومواجهة دعاوى التمييز والعنصرية والتهميش ومحاولات الهيمنة والتسلط وخاصة بالنسبة للعالمين العربي والإسلامي. وقد قامت بدور محوري هام في هذا المجال مما جعلها مطمح المناضلين والدرع الثقافي والوقود التنويري للأحرار والثوار في كل مكان. يرأسها المستشار محمد مجدى مرجان.
انضم إلى عضويتها عدد من المفكرين والكتاب وممثلو الدول الأفروآسيوية واتحادات الكتاب والمنظمات الثقافية فيها، وشاركوا في أنشطتها المتنوعة، وساندت هذه الدول جهود المنظمة ودعمتها بكل الوسائل المادية والمعنوية، ومع انتهاء الحرب الباردة وانفجار ثورة الاتصالات والمعلومات فقد صار توجه المنظمة عالميا يهدف إلي خير الإنسانية جمعاء وإلى تكثيف التعاون بين الأمم والشعوب لتحقيق التنمية والرخاء لكل البشر وخاصة بالنسبة للدول النامية في آسيا وأفريقيا.